# Loco moco

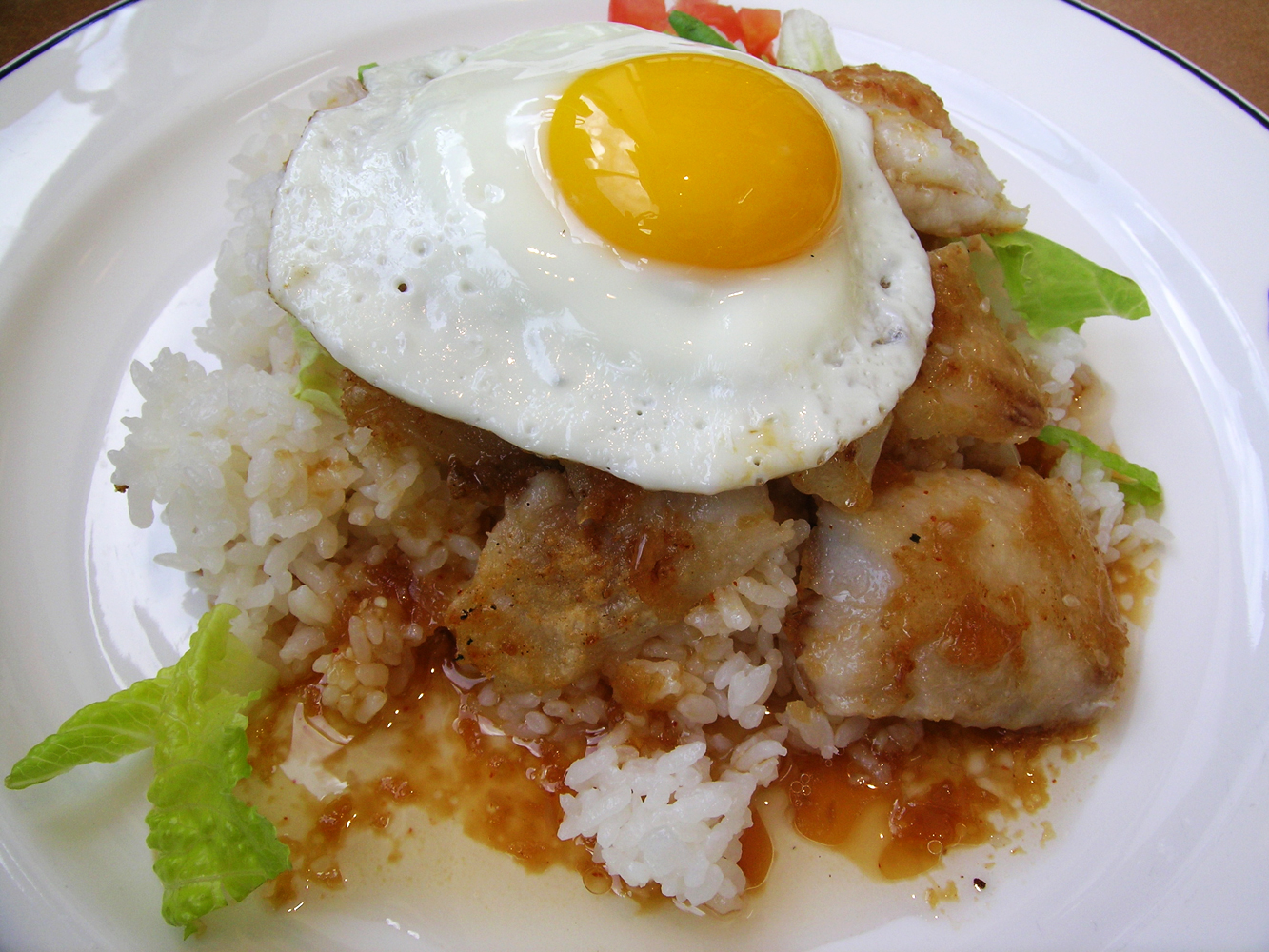
Fisk-loco moco.

'Loco moco är en maträtt som härstammar från Hawaii. Det finns många olika varianter, men en vanlig loco moco består av vitt ris, toppat med en pannbiff, stekt ägg och brun sky. Andra varianter kan innehålla bacon, skinka, kaluafläsk, teriyaki, mahi-mahi, räkor, ostron, eller andra sorters kött. Loco moco är en mycket populär maträtt på Hawaii, men i stort okänd i andra delar av världen, med undantag för Japan där den är mycket känd och åtnjuter en relativt stor popularitet.